# Tage Voss
Tage Voss (født 12. juli 1918 i København, død 11. juli 2017) var en dansk læge, forfatter og debattør. Tage Voss blev student fra Schneekloths Skole i 1937 og aflagde medicinsk eksamen i 1946. Han var værnepligtig, da Danmark blev besat i 1940, og udførte senere som medicinstuderende modstandsarbejde på Kjellerup Sygehus.
Han virkede som læge på Christiansø 1947-67, var dernæst skolelæge i Københavns Kommune 1967-77 og i Birkerød 1977-88. Derudover har han været ansat som læge ved alkoholikerbehandling, fængselsvæsen og narkomanbehandling, samt som lektor i skolehygiejne ved Københavns Universitet i årene 1971-77.
Tage Voss har skrevet romaner og børnebøger, essaysamlinger, bl.a. Status på skæret (1954) med udgangspunkt i sine oplevelser og erfaringer på Christiansø, debatbøger, fx Sexologi for hvermand (1972), og erindringsbogen — sagde doktoren! Gammel læges pejling af ny tid (1997). Besættelsen 1940-45 - som den nødigt berettes (2013).
I første halvdel af 1970'erne var han fast kommentator i Politiken, hvor Victor Andreasen efter eget udsagn hilste ham med ordene: "Jamen, der har vi jo Tage Vås." Andreasen forklarede i 1998 i sin spalte i Ekstra Bladet sit tilnavn for Voss, efter at Voss havde skrevet en kronik i Politiken, hvor han hævdede kommunismens overlegenhed over nazismen, på trods af en tilsvarende ligegyldighed overfor tab af menneskeliv - fordi kommunismen, efter Voss' mening, havde en "ideel" målsætning, nazismen angiveligt manglede.
Voss var kendt som en aktiv debattør, der var kontroversiel på grund af sit aktive forsvar for rygning og sit næstformandskab i foreningen Hen-Ry (Foreningen af hensynsfulde rygere). I 2000 afslørede Jyllands-Posten, at Tage Voss stod på tobaksgiganten Philip Morriss lønningsliste fra 1987 til 1993 med mindst kr 200.000 årligt, udbetalt i schweizerfranc. De 1.500 medlemmer af Hen-Ry betalte kun 100 kroner om året i kontingent, hvilket langtfra dækkede udgifterne i foreningen, som også modtog et årligt bidrag på kr 150.000 fra tobaksindustrien i Danmark. I 1992 indkasserede Hen-Ry betydelige sponsorindtægter ved afholdelsen af en stor verdenskonference i København for rygerorganisationer med Hen-Ry som officiel arrangør - mens Philip Morris' egne papirer viser, at konferencen i hemmelighed blev detaljeret planlagt og finansieret af tobaksindustrien selv.
Voss blev tildelt PH-prisen i 1972.
I efteråret 2014 sendte TV 2/Bornholm 12 programmer om Tage Voss, hvor han fortalte om sit liv, krydret med billeder, han selv havde optaget. Hans barnebarn, historikeren Rasmus Voss, er forfatter til bogen Krigen ved verdens ende - Christiansø 1806-1808, udgivet på Sohns forlag i 2012.